# Franco Ambrosetti
Franco Ambrosetti (Lugano, 10 dicembre 1941) è un trombettista e compositore svizzero.

## Biografia
Figlio del sassofonista Flavio, iniziò a studiare musica nel 1952 suonando il pianoforte fino al 1959 e in seguito imparò, da autodidatta, a suonare la tromba. Negli ultimi anni si è appassionato ad un altro strumento a fiato: il flicorno.
La sua carriera come musicista professionista inizia nel 1961 e qualche anno dopo, a Zurigo, forma il suo primo gruppo. La sua infinita passione per la musica jazz e i suoi impegni non gli impedirono però di laurearsi in economia nel 1968, presso l'Università di Basilea.
Dal 1963 al 1970  suonò con il quintetto di suo padre, di cui facevano parte anche George Gruntz (pianista e compositore) e Daniel Humair (batterista) con i quali ancora oggi collabora. È con questa formazione che nel 1967 Franco Ambrosetti debuttò negli Stati Uniti al Monterey Jazz Festival.
Nel 1972 ufficializzarono la formazione: George Gruntz Concert Jazz Band, gruppo fondato con suo padre e composto da George Gruntz e Daniel Humair.
Dal 1970 in poi Franco Ambrosetti suonò come freelance, e in alcuni casi incise anche, con diversi musicisti jazz di fama mondiale, come Dexter Gordon, Cannonball Adderley, Michael Brecker, Mike Stern e molti altri. Inoltre fondò anche un quartetto con i migliori musicisti jazz italiani come Alfredo Golino, Antonio Faraò e Dado Moroni.
Franco Ambrosetti è a tutt'oggi attivo come freelance in Europa e negli Stati Uniti, sia come solista che come leader del suo gruppo, di cui hanno fatto parte, tra i molti, George Gruntz, Daniel Humair e J.-F. Jenny-Clark. Come solista ha partecipato alle registrazioni di numerosi dischi di Mina. Inoltre, è presidente della Scuola di musica moderna a Lugano.

## Premi
- Nel 1966 vinse il primo premio alla "Vienna International Jazz Competition"
- Miglior disco in Italia The Band
- Premio della critica al Montreux Jazz Festival Award, 1973, 1980, 1982
- RAI Best European Music, 1985
- Italian Jazz Awards 2009, nomination come Best Jazz Act

## Discografia
- A jazz portrait of Franco Ambrosetti 1965
- Tentets 1985
- Movies 1986
- Movies too 1987
- Music for Symphony an Jazz Band 1990
- Gin and Pentatonic 1992
- Franco Ambrosetti - Live at the Blue Note 1993
- Light Breeze 1997
- Radio Suite j.Bergonzi, S.Tranchini1998
- Grazie Italia 2000
- European Legacy 2003
- Tiger by the tail 2005
- Jazz at Prague Castle 2005
- Liquid Gardens 2006
- Via Maestra 2006
- Riviera Cocktail 2006
- The Wind 2007
- Invenzioni a più voci 2007
- Lyrics Moments 2007
- Lost Within You 2021
- Nora 2022